# الدوري العراقي الممتاز 2023–24
الدوري العراقي الدرجة الأولى 2023–24 هو الموسم الخمسين لدوري الدرجة الاولى العراقية، القسم الثاني في نظام الدوري العراقي لكرة القدم منذ تأسيسه في عام 1974، اختلف عدد الأندية في الدوري عبر التاريخ لأسباب عديدة، يصعد أفضل فريقين إلى الدوري العراقي الممتاز، في حين يهبط الفريقين الأخيرين في كل مجموعة إلى الدرجة الثانية.

## تغييرات الفريق
غيرت الفرق التالية تقسيمها منذ موسم 2022–23:
|  | صاعد من الدرجة الثانية - الفهد - الغراف - الكرمة - غاز الشمال هبط من الدوري الممتاز - الديوانية - الصناعة | صاعد إلى العراقي الممتاز - الميناء - أمانة بغداد هبط إلى الدرجة الثانية - الحويجة - الجنسية - السماوة - الصليخ |

## خلفية

### التغييرات
في 8 أبريل 2023، أجرى الاتحاد العراقي تغييرات حول آلية الصعود والهبوط، وأعلن اتحاد الكرة عن ترقية الفريق الفائز في كل مجموعة مباشرة إلى الدوري الممتاز، وهبوط آخر فريقين في الترتيب في كل مجموعة إلى الدرجة الثانية؛ ليصبح بذلك ترقية فريقين وهبوط 4 فرق.

## الفرق
يتنافس 24 فريقًا على الدوري، 18 فريقًا من موسم 2022–23. وفريقين من الدوري العراقي الممتاز، والفرق الصاعدة الأربعة من الدرجة الثانية، وبسبب التغييرات الأخيرة اللازمة على التكيف مع وجود 24 فريق ممكن هذا الموسم، وبالفعل هبط كل من نادي الصناعة والديوانية من الدوري الممتاز في الموسم السابق. وصعود نادي الكرمة وغاز الشمال والغراف والفهد من الدرجة الثانية.

### موسم 2023-24
الدفاع المدني

الإتصالات

الحسين

المرور

الصناعة

الصناعات الكهربائية

مصافي الوسط

الفهد

الجولان

الكرمة

الرمادي

| النادي                   | الملعب              | السعة  |
| ------------------------ | ------------------- | ------ |
| عفك                      | ملعب الكفل          | 8,000  |
| نادي البحري              | ملعب البحري         | 7,000  |
| نادي الدفاع المدني       | ملعب التاجي         | 5,000  |
| نادي الديوانية           | ملعب الكوت الأولمبي | 20,000 |
| نادي الإتصالات           | ملعب التاجي         | 5,000  |
| نادي الفهد               | ملعب الرمادي        | 15,000 |
| نادي الغراف              | ملعب الشطرة         | 7,500  |
| الحسين                   | ملعب الخمسة آلاف    | 5,000  |
| الجولان                  | ملعب الفلوجة        | 7,000  |
| نادي الكرمة              | ملعب الفلوجة        | 7,000  |
| نادي الكوفة              | ملعب النجف          | 30,000 |
| نادي المرور              | ملعب الولاء         | 5,000  |
| نادي الناصرية            | ملعب الناصرية       | 10,000 |
| نادي الرمادي             | ملعب الرمادي        | 15,000 |
| نادي الصناعة             | ملعب الصناعة        | 10,000 |
| نادي الصناعات الكهربائية | ملعب الصناعة        | 5,000  |
| نادي الشرقاط             | ملعب الشرقاط        | 5,000  |
| نادي ديالى               | ملعب ديالى          | 10,000 |
| نادي غاز الشمال          | ملعب غاز الشمار     | 5,000  |
| نادي مصافي الجنوب        | ملعب مصافي الجنوب   | 5,000  |
| نادي مصافي الوسط         | ملعب المصافي        | 5,000  |
| نادي ميسان               | ملعب ميسان          | 25,000 |
| نادي بيشمركة السليمانية  | ملعب بيشمركة        | 10,000 |
| نادي سامراء              | ملعب سامراء         | 10,000 |